# Dark Castle Entertainment
Dark Castle Entertainment ist eine von Joel Silver (Matrix 1–3), Robert Zemeckis (Zurück in die Zukunft 1–3) und Gilbert Adler gegründete Abteilung von Silver Pictures, die meist Horrorfilme produziert.

## Geschichte
Dark Castle Entertainment produzierte anfangs hauptsächlich Remakes aus den 50er Jahren – davon einige Klassiker von Regisseur William Castle, der für seine Horrorfilme und vor allem deren unkonventioneller Vermarktung bekannt war.
Dark Castle Entertainment wurde 1999 gegründet, um regelmäßig Horrorfilme zu produzieren. Jeder neue Film soll ein klassisches Vorbild haben, doch es wurde Wert darauf gelegt, das Motiv modern umzusetzen und die Geschichte, basierend auf klassischen Elementen, neu zu erzählen.
Da die Filme (für Hollywood-Verhältnisse) günstig im Ausland (Kanada, Australien und Deutschland) produziert werden, war es für Dark Castle Entertainment bisher leicht, Gewinne zu erzielen. Am erfolgreichsten waren bisher Gothika (mit Halle Berry) mit 141 Millionen US-Dollar Einspielsumme und Ghost Ship und 13 Geister mit 68 Millionen US-Dollar Einspielsumme. Der Film House of Wax machte vor allem durch die Mitwirkung von Paris Hilton Schlagzeilen und spielte 64 Millionen US-Dollar ein.
Die Produktion The Reaping von 2007 (mit Hilary Swank und David Morrissey in der Hauptrolle) handelt von einer jungen Frau, die mysteriöse Ereignisse biblischen Ausmaßes in einer texanischen Kleinstadt untersucht. Orphan – Das Waisenkind wurde 2009 zum letzten Filmerfolg von Dark Castle (78 Millionen US-Dollar Einspielsumme, bei einem Budget von 20 Millionen US-Dollar). Die Filme danach floppten, darunter ambitionierte Produktionen wie Ninja Assassin, Splice – Das Genexperiment oder Bullet in the Head.
2008 schloss Joel Silver eine strategische Allianz mit der deutschen Studio Babelsberg AG, die eine Produktion von Dark-Castle-Filmen in Babelsberg und eine finanzielle Beteiligung des deutschen Studios vorsieht. Da den letzten Projekten nicht mehr der angestrebten Erfolg zuteilwurde, wurde die Produktion von weiteren Filmen auf Eis gelegt, weil man laut Jason Blum derzeit kein geeignetes Projekt für Dark Castle findet.

## Filmografie
- 1999: Haunted Hill (House on Haunted Hill), Regie: William Malone – Remake von Das Haus auf dem Geisterhügel (1958)
- 2001: 13 Geister (Thirteen Ghosts), Regie: Steve Beck – Remake von Das unheimliche Erbe (1960)
- 2002: Ghost Ship, Regie: Steve Beck
- 2003: Gothika, Regie: Mathieu Kassovitz
- 2005: House of Wax, Regie: Jaume Collet-Serra – Remake von Das Geheimnis des Wachsfigurenkabinetts (1933)
- 2007: The Reaping – Die Boten der Apokalypse (The Reaping), Regie: Stephen Hopkins (mit Hilary Swank)
- 2007: Haunted Hill – Die Rückkehr in das Haus des Schreckens (Return to House on Haunted Hill), Regie: Víctor García – DVD-Fortsetzung von Haunted Hill
- 2008: Rock N Rolla (RocknRolla), Regie: Guy Ritchie – Kriminalfilm
- 2009: Die Echelon-Verschwörung (Echelon Conspiracy), Regie: Greg Marcks – Thriller
- 2009: Orphan – Das Waisenkind (Orphan), Regie: Jaume Collet-Serra
- 2009: The Hills Run Red – Drehbuch des Todes (The Hills Run Red), Regie: Dave Parker
- 2009: Whiteout, Regie: Dominic Sena – Verfilmung des Comics von Greg Rucka
- 2009: Ninja Assassin, Regie: James McTeigue
- 2010: Splice – Das Genexperiment (Splice), Regie: Vincenzo Natali
- 2010: The Losers, Regie: Sylvain White
- 2011: Unknown Identity (Unknown), Regie: Jaume Collet-Serra
- 2012: The Apparition, Regie: Todd Lincoln
- 2012: The Factory, Regie: Morgan O’Neill
- 2013: Bullet in the Head, Regie: Walter Hill
- 2013: Getaway, Regie: Courtney Solomon
- 2017: Suburbicon, Regie: George Clooney
- 2021: Seance, Regie: Simon Barrett
- 2024: Old Guy – Alter Hund mit neuen Tricks (Old Guy), Regie: Simon West

### Kommende Filme
- TBA: Orphan: First Kill, Regie: William Brent Bell